# Chiloglanis somereni
Chiloglanis somereni är en fiskart som beskrevs av Whitehead, 1958. Chiloglanis somereni ingår i släktet Chiloglanis och familjen Mochokidae. Inga underarter finns listade i Catalogue of Life.